# 銭松
銭 松（せん しょう、? - 1860年）は、中国清朝中期の篆刻家である。西泠後四家に加えられる。
字は叔蓋、号は耐青・鉄廬・未道士・西郭外史。杭州府銭塘県の人。

## 略伝
金石文字に精しく漢印を2000鈕も模刻したという。趙之琛は銭松を絶賛している。胡震・范守和らと交流した。
厳荄が『銭叔蓋・胡鼻山両家刻印』を、高邕が『未虚室印譜』をそれぞれ編集している。